# De daverende daden van Dees Dubbel en Cesar
De daverende daden van Dees Dubbel en Cesar is een Belgische stripreeks, getekend en geschreven door Rik Clément (Rik Leeman).

## Geschiedenis
"Dees Dubbel" debuteerde op 27 november 1955 in Ons Zondagsblad. In april 1965 werd de reeks door Het Volk overgenomen als "De daverende daden van Dees Dubbel en Cesar". Het personage Cesar maakte hierbij zijn debuut. De strip was een komische avonturenserie.  

### Reeks 1
Alle albums uit deze reeks zijn uitgegeven door uitgever De Dageraad.
| Nummer | Titel                          |
| ------ | ------------------------------ |
| 1      | Goud voor de Bank van Engeland |
| 2      | Het verkleinwater              |
| 3      | Het zwarte zwaard              |

### Reeks 2
Alle albums uit deze reeks is uitgegeven door Uitgeverij Het Volk.
| Nummer | Titel                          |
| ------ | ------------------------------ |
| 1      | De trompet van kapitein Crook  |
| 2      | De zaterdagman                 |
| 3      | De ring van de Radja           |
| 4      | De zwarte salamander           |
| 5      | In de greep van de zwikzwak    |
| 6      | De poefparels                  |
| 7      | Dertien ezels                  |
| 8      | De mastellen van koning Pipo   |
| 9      | De schrik van Rosaponda        |
| 10     | De mummie van kaba-kaba        |
| 11     | De flierefluiters              |
| 12     | De hoepsa-formule              |
| 13     | De spiegel van Kastar          |
| 14     | De flitsbuzzer                 |
| 15     | De neus van patatas            |
| 16     | De zing-zanger                 |
| 17     | Het plumplum-mysterie          |
| 18     | Het geheim van Mocabar         |
| 19     | Het perkament van Slockanbize  |
| 20     | De scepter van Pimeloe         |
| 21     | De schuwe schaduw              |
| 22     | De bevroren boekanier          |
| 23     | De schampavies                 |
| 24     | De bron van Ting-ling          |
| 25     | De verzwonden sjeik            |
| 26     | De vloek van Toet-ank-toet     |
| 27     | De zombie van Zaza             |
| 28     | De spunkenplaneet              |
| 29     | De zwarte arabier              |
| 30     | De bolhoed van Piet Agoras     |
| 31     | De verrekijker van San Picador |
| 32     | De prins van Monte Marino      |
| 33     | Diamanten voor bubbelgum Jim   |
| 34     | Het geheim van dulle griet     |

### Reeks 3
Alle albums uit deze reeks zijn uitgegeven door Brabant Strip vzw in de Fenix-collectie.
| Nummer | Titel                         |
| ------ | ----------------------------- |
| 1      | De wraak van Pijkezot         |
| 2      | De sprekende doedelzak        |
| 3      | De wonderpluim                |
| 4      | De vlam van Calcutta          |
| 5      | De robot van 't Rabot         |
| 6      | De lach van tante Wanne       |
| 7      | De expeditie van Porso Fritos |
| 8      | In de klauwen van Atsjie Gaga |